# Serrasalmus brandtii
Serrasalmus brandtii es una especie de pez de la familia Characidae en el orden de los Characiformes.

## Morfología
Los machos pueden llegar alcanzar los 21,2 cm de 
longitud total.
Esta piraña tiene una característica especial que la hace de fácil identificación: tiene la aleta anal más adelantada de modo que el principio de la aleta anal y el principio de la aleta dorsal puede alinearse con una línea imaginaria, coincidiendo el principio de la anal con los 2-3 primeros radios de la dorsal frente a las demás pirañas que coincide con los 2-3 últimos radios. De forma romboidal y cuerpo comprimido, mandíbula prominente y una cavidad a la altura del ojo en su perfil.

## Distribución y hábitat
Es un pez de agua dulce y de clima tropical. El pH, 6-7.8, la dureza de hasta 25 dGH.
Se encuentran en la cuenca del río São Francisco en Brasil, en el río Itapicurú, en el río Libras, y río Jequitaí.